# الدورة 20 للجنة التراث العالمي
الدورة العشرون للجنة التراث العالمي انعقدت في الفترة ما بين 2 ديسمبر وحتى 7 ديسمبر من العام 1996، وذلك في مدينة ماردة بالمكسيك.

## الأعضاء
- أستراليا
- بنين
- البرازيل
- كندا
- الصين
- كوبا
- قبرص
- الإكوادور
- مصر
- فرنسا
- ألمانيا
- إيطاليا
- اليابان
- لبنان
- مالطا
- المكسيك
- المغرب
- النيجر
- الفلبين
- إسبانيا
- الولايات المتحدة